# Mordechai Immanuel Noah
Mordechai Immanuel Noah (auch Mordechai Manuel Noah oder Mordecai Manuel Noah; * 19. Juli 1785 in Philadelphia, Pennsylvania; † 22. März 1851 in New York) war ein amerikanischer jüdischer Journalist, Publizist, Diplomat und Philanthrop.

## Leben

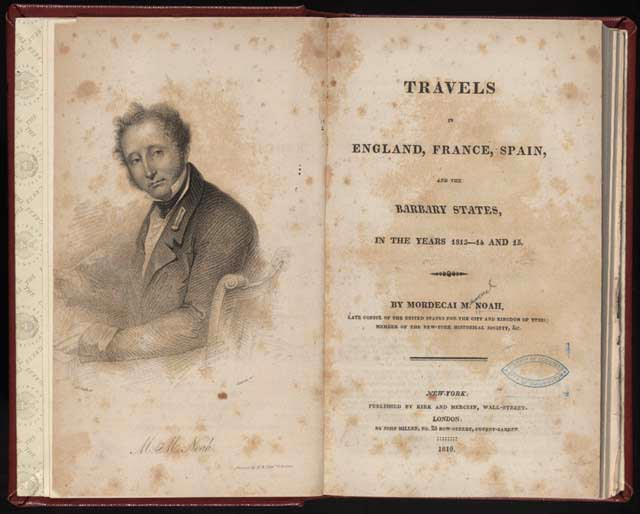
Mordechai Immanuel Noahs Buch Travels in England, France, Spain, and the Barbary States, in the Years 1813-14 and 15

Mordechai Immanuel Noah entstammte einer angesehenen, aber verarmten portugiesischen Marranenfamilie, die von Lissabon nach London geflüchtet und von dort nach Amerika ausgewandert war. Er betätigte sich zunächst als Journalist. Als Herausgeber der City Gazette in Charleston (South Carolina) war er ein Befürworter des Krieges gegen England. Präsident Madison machte ihn 1811 zum Konsul und Vertreter der amerikanischen Regierung in Riga und 1813 zum Konsul in Tunis. Betraut mit einer speziellen Mission in Algier, hatte Noah die Gelegenheit zu erklären, dass die Vereinigten Staaten sich definitiv nicht als christliches Staatsgebilde betrachteten – diese Erklärung und Entscheidung blieb seither unangefochten bestehen. Im Jahr 1822 wurde Noah High Sheriff (Oberster Polizeirichter) sowie Hafeninspektor von New York.
Für die Vorgeschichte des Zionismus bedeutsam wurde Mordechai Immanuel Noah im Jahr 1825 durch seinen Aufruf an die Weltjudenheit, nach Ararat, einer von ihm käuflich erworbenen Insel im Niagara-Fluss im Bundesstaat New York, zu kommen und sich dort niederzulassen, bis die endgültige Wiederinbesitznahme Palästinas möglich sein werde – ein Projekt, das er seit 1818, motiviert durch die bedrückende Lage der Juden in Russland und Afrika, verfolgt hatte. Am 15. September 1825 fand in der St.-Pauls-Kirche von Buffalo die symbolische Grundsteinlegung unter Kanonendonner und Teilnahme staatlicher Würdenträger, Vertreter der christlichen Geistlichkeit, der Freimaurer und der Indianer statt. Noah selbst ernannte sich zum "Richter und Herrscher in Israel" und erließ eine Proklamation, in der er die "Gründung des jüdischen Reiches im Lande der Großen Seen bis zur Wiedererrichtung des Jüdischen Reiches in Palästina" verkündete.
Die geplante Großstadt wurde aber nicht erbaut, in der Folge erntete Noah viel Ablehnung und Spott. Heute erinnert an das ganze Projekt nur noch der Grundstein, der im historischen Museum in Buffalo präsentiert wird und die Inschrift trägt: „Ararat. A city of Refuge for the Jews. Founded by Mordecai Manuel Noah, in the Month Tizri 5586, Sept. 1825, in the 49th year of American Independence“ (vorangestellt ist in Hebräisch das Schma Jisrael).
In späteren Jahren formulierte Mordechai Immanuel Noah einen eindringlichen Appell an die christliche Welt (1844 in New York in Buchform erschienen: Discourse on the Restoration of the Jews), den Juden zur Wiedergewinnung Palästinas zu verhelfen.
Noah setzte sich 1837 aktiv für die literarische Erfindung ein, die Indianer in Nordamerika seien einer der zehn Verlorenen Stämme Israels.